# Siczki
Siczki (prononciation : [ˈɕit͡ʂki]) est un village polonais de la gmina de Jedlnia-Letnisko dans le powiat de Radom de la voïvodie de Mazovie dans le centre-est de la Pologne.
Il se situe à environ 3 km au nord-ouest de Jedlnia-Letnisko (siège de la gmina), 11 km au nord-est de Radom (siège du powiat) et à 89 km au sud de Varsovie (capitale de la Pologne).
Le village compte approximativement une population de 331 habitants en 2014.

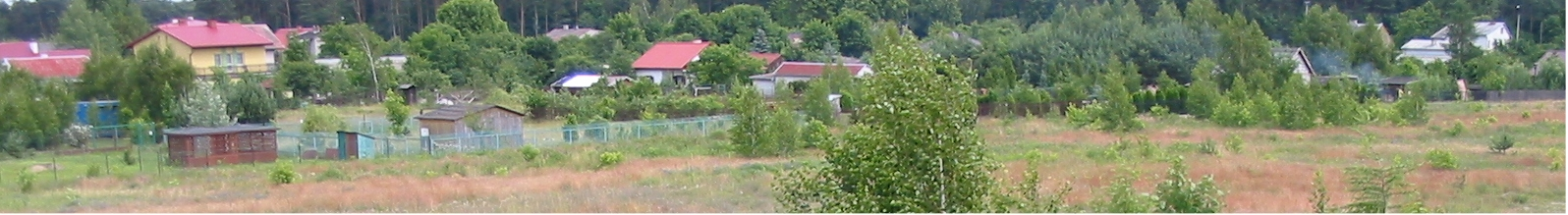
Vue du village

## Histoire
De 1975 à 1998, le village appartenait administrativement à la voïvodie de Radom.